# Henri Kervyn de Lettenhove

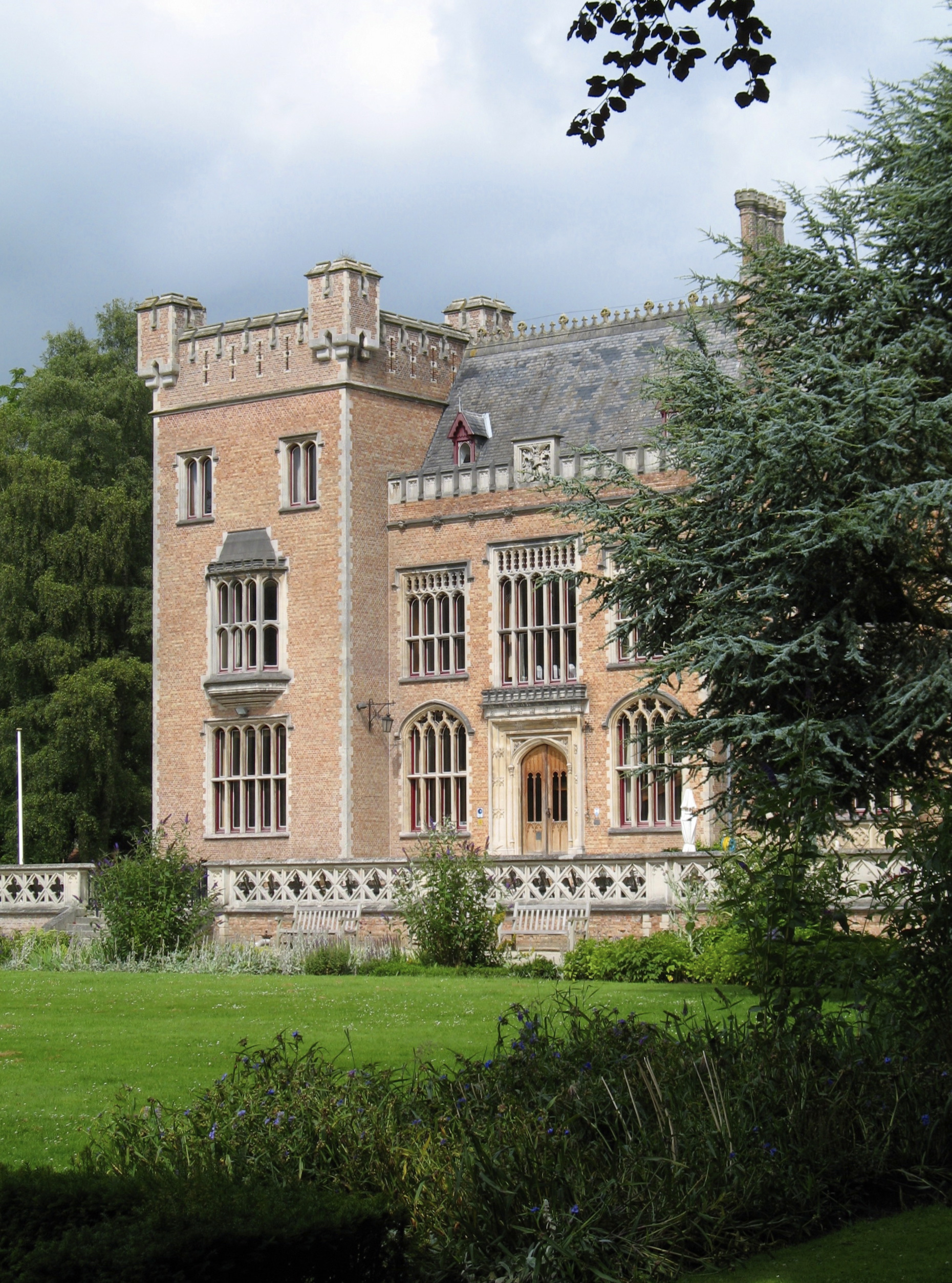
Château Tudor, à Sint-Andries, près de Bruges

Henri (ou Henry), baron Kervyn De Lettenhove (1856-1928)  était un avocat belge, un architecte amateur et un historien de l'art.

## Vie
Fils du baron Joseph Kervyn de Lettenhove, historien et homme politique.
En 1871, alors que son père est ministre de l'Intérieur et qu'il a 16 ans, il fait partie de la bande de jeunes qui vandalisent la maison de Victor Hugo à Bruxelles. Le poète le racontera dans son poème "Une nuit à Bruxelles".

## Œuvres

### Architecture
- Château Tudor, à Saint-André, près de Bruges, construit en 1904-06 pour Stanislas van Outryve d'Ydewalle [5]
- Conception du mémorial de la Première Guerre mondiale au Sint-Lodewijkscollege de Bruges [6]

### Livres et articles
- 1907 : La toison d'or : notes sur l'institution et l'histoire de l'ordre, depuis l'année 1429 jusqu'à l'année 1559 (édité)
- 1908 : Les chefs-d'œuvre d'art ancien à l'Exposition de la Toison d'or à Bruges en 1907 (avec d'autres)
- 1912 : L'exposition de la miniature (introduction)
- 1917 : La guerre et les œuvres d'art en Belgique : 1914-1916

### Expositions
Il a présidé plusieurs expositions à Bruges, dont :
- 1902 : Exposition des primitifs flamands à Bruges
- 1908 : Bruges - ses peintres

Il a participé à d'autres expositions: l'exposition de la Toison d'or de 1907 à Bruges, l'exposition de 1910 à Bruxelles sur la peinture belge du XVIIe siècle et l'exposition de 1912 sur la peinture miniature.
Il fut l'un des membres fondateurs d'un musée d'art industriel dans la maison Rode Steen à Bruges; fondé en 1908, il n'est ouvert au public qu'en 1911. Il fut également l'un des instigateurs du Musée Groeninge. En raison de nombreux retards, notamment dus à la Première Guerre mondiale, celui-ci n'ouvrit qu'après sa mort.
Il était membre de la Commission Royale des Monuments et des Sites.